# Agnes av Brandenburg
Agnes av Brandenburg, drottning av Danmark och Danmarks regent som sonens förmyndare 1286–1293, född 1257/1258, död 29 september 1304, begravd i Ringsted. Dotter till markgreve Johan I av Brandenburg (död 1266/1267) och Jutta av Sachsen (död 1287).

## Biografi
Efter att kung Erik Klipping som barn 1261 togs till fånga av hertig Erik I av Schleswig (Sønderjylland) frigavs han 1264 ur sin fångenskap i Holstein mot förpliktelsen att äkta prinsessan Agnes. I stället för att ge Agnes en medgift skulle hennes far efterskänka en skuld till hertig Erik. Agnes var blott ett barn, så vigseln dröjde till 1273 då de förmäldes i staden Schleswig (Slesvig). Agnes, som skall ha varit mycket vacker, födde i detta äktenskap sju barn.
Då kung Erik Klipping mördades 1286 övertog änkedrottning Agnes riksföreståndarskapet jämte hertig Valdemar II av Schleswig, hertig Eriks son. 1293, då hennes son Erik Menved blivit fullvuxen, gifte hon sig på nytt med greve Gerhard II av Holstein (Wagrien), den senare Gerhard "den blinde", och födde honom sonen Johan "den milde" vilken senare kom att spela en stor roll i den danska politiken.
Lolland och Falster måste Agnes ha haft och behållit som livgeding efter sin förste make. Hon dog 29 september 1304 och begravdes i Ringsted.

## Äktenskap och barn
Agnes gifte sig första gången den 11 november 1273 i Schleswig med kung Erik V Kristoffersson av Danmark (1249–1286), mer känd som Erik Klipping. Paret fick följande barn:
1. Erik Menved (1274–1319), kung Erik VI Eriksson av Danmark
2. Kristofer II (1276–1332), kung Kristoffer II Eriksson av Danmark
3. Märta (död 1341), gift med kung Birger Magnusson av Sverige (död 1321)
4. Rikissa (död 1308), gift med furst Nikolaus II av Mecklenburg-Werle (död 1316)
5. Katarina (född och död 1283)
6. Elisabet (född och död 1283)
7. Valdemar (död 1304)

Agnes gifte om sig 1293 med greve Gerhard II av Holstein (död 1312). Paret fick följande barn:
1. Johan III av Holstein (omkring 1297–1359), greve av Holstein

### Kommentar
I Dansk Biografisk Lexikon (Köpenhamn 1887, se litteraturförteckningen nedan) utpekas drottning Agnes som en 1258 född dotter till markgreve Johan I av Brandenburg och Hedvig av Pommern.